# Neimongosaurus yangi
Neimongosaurus yangi („ještěr z Vnitřního Mongolska (Nei Mongol)“) byl druh terizinosauroidního teropodního dinosaura, žijícího v období pozdní křídy (geologický stupeň santon, asi před 85 miliony let) na území dnešního Vnitřního Mongolska v Číně.

## Historie a zařazení

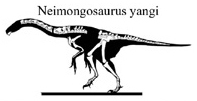
Neimongosaurus yangi - skeletární diagram

Holotyp tohoto druhu (označení LH V0001) byl objeven v sedimentech souvrství Iren Dabasu, bohatého na objevy dinosaurů i dalších živočichů z období před asi 85 miliony let. Druhý exemplář s označením LH V0008 představuje křížovou oblast s kyčelními kostmi, jedná se o paratyp. Typový druh N. yangi byl formálně popsán mezinárodním týmem paleontologů v roce 2001. Příbuzným druhem je Erliansaurus bellamanus, popsaný ze stejných vrstev o rok později. Původně byl Neimongosaurus považován za terizinosauroida, vědecká studie z roku 2007 jej však zařadila mezi vývojově odvozenější terizinosauridy. Fylogenetická analýza publikovaná o tři roky později nicméně potvrzuje předchozí zařazení neimongosaura jako vývojově primitivního zástupce skupiny Therizinosauroidea.

## Rozměry a popis
Podle paleontologa Thomase R. Holtze, Jr. byl tento dinosaurus asi 2,3 metru dlouhý a dosahoval hmotnosti dospělého lva. Podle Gregoryho S. Paula dosahoval tento teropod v dospělosti délky asi 3 metry a jeho hmotnost se pohybovala kolem hodnoty 150 kilogramů..